# Fiat 1800/2100
Les Fiat 1800 (type ZFA 112) et Fiat 2100 (type ZFA 114) sont des voitures haut de gamme fabriquées par le constructeur automobile italien Fiat. Lancées en 1959, elles ont été fabriquées dans les versions berline, familiale et break jusqu'en 1968.
Ces deux modèles, utilisent la même carrosserie à quelques variantes de finition intérieure de détails près, ont été présentées au Salon de Genève en mars 1959 pour remplacer les anciennes Fiat 1400 et Fiat 1900 et occuper ainsi le sommet de la gamme automobile Fiat déjà très étendue.
Les premières motorisations proposées sont à six cylindres longitudinaux :
- 1 795 cm3 développant 75 ch pour la Fiat 1800,
- 2 054 cm3 de 82 ch pour la Fiat 2100.

Les suspensions très confortables sont assurées par des barres de torsion dignes des modèles très haut de gamme de la production automobile.
En 1960, Fiat équipe ces modèles d'un autoradio et d'une boîte de vitesses automatique, une première en Europe.
En 1961, Fiat présente la version 1800 B dotée d'un moteur plus puissant porté à 90 ch et de quatre freins à disques. La Fiat 2100 est remplacée par la très luxueuse Fiat 2300 qui occupera le sommet de la gamme avec un moteur de 2 279 cm3 développant 105 ch jusqu'en 1969.

## Histoire
À peine la Seconde Guerre mondiale terminée, la direction de Fiat charge Dante Giacosa d'étudier deux nouveaux modèles de voitures, l'une milieu-haut de gamme et une voiture de luxe. Refusant de céder aux tentations, comme le feront quasiment tous les autres constructeurs d'utiliser les anciennes technologies d'avant-guerre pour rajeunir leurs modèles, Dante Giacosa étudie une structure révolutionnaire, la structure ponton, c'est-à-dire la caisse autoporteuse. En 1950, la Fiat 1400 est présentée au Salon de Genève et la Fiat 1900 est présentée deux ans plus tard. Ces deux modèles, construits sur la même structure autoporteuse, disposant d'une même ligne de carrosserie, resteront en fabrication pendant neuf ans.
Dès 1954, la direction de Fiat confie à nouveau à Dante Giacosa l'étude d'une nouvelle gamme de voitures modernes, destinées à remplacer les Fiat 1400/1900. La mode lancée par les grands carrossiers italiens, Carrozzeria Bertone et Pininfarina, s'oriente vers les lignes tendues, avec les ailes pointues. Les nouvelles voitures respecteront cette tendance en bannissant les rondeurs des modèles précédents. La ligne de carrosserie retenue lancera la mode italienne des lignes tendues et des chromes abondants. Pinifarina proposera pratiquement le même dessin de caisse à la BMC pour l'Austin A99 Westminster et à Peugeot pour sa 404.
Du point de vue technique, les nouveautés sont nombreuses. La structure est toujours à caisse autoporteuse mais avec des suspensions avant à roues indépendantes et barres de torsion pour assurer un confort à toute épreuve. Côté motorisation, Dante Giacosa retient une formule à 6 cylindres avec arbre à cames latéral. La transmission avec l'essieu arrière rigide est conservée. Dans la première déclinaison, les freins sont à tambour sur les 4 roues et la boîte manuelle à 4 rapports avec levier au volant attendu qu'une automobile de ce gabarit se doit d'être équipée d'une banquette à l'avant comme à l'arrière pour transporter 6 personnes.
Quelques mois après sa présentation officielle de la berline 4 portes au Salon de l'automobile de Genève en mars 1959, des versions 1800 (1795 cm³, 75 CV) et 2100 (2054 cm³, 82 CV), la gamme est complétée avec les versions familiales. Le géant italien Fiat, le premier en Europe, va tenter d'offrir cette variante de carrosserie pour une version à usage mixte travail/loisirs, une forme de station wagon de luxe pour les loisirs, déjà bien en vogue aux Etats-Unis. Le grand patron de Fiat, Gianni Agnelli, quelques années plus tard, utilisera une Fiat 2300 Lusso Familiare, une évolution de la Fiat 2100 Familiare, pour aller jouer au golf aux alentours de Turin.

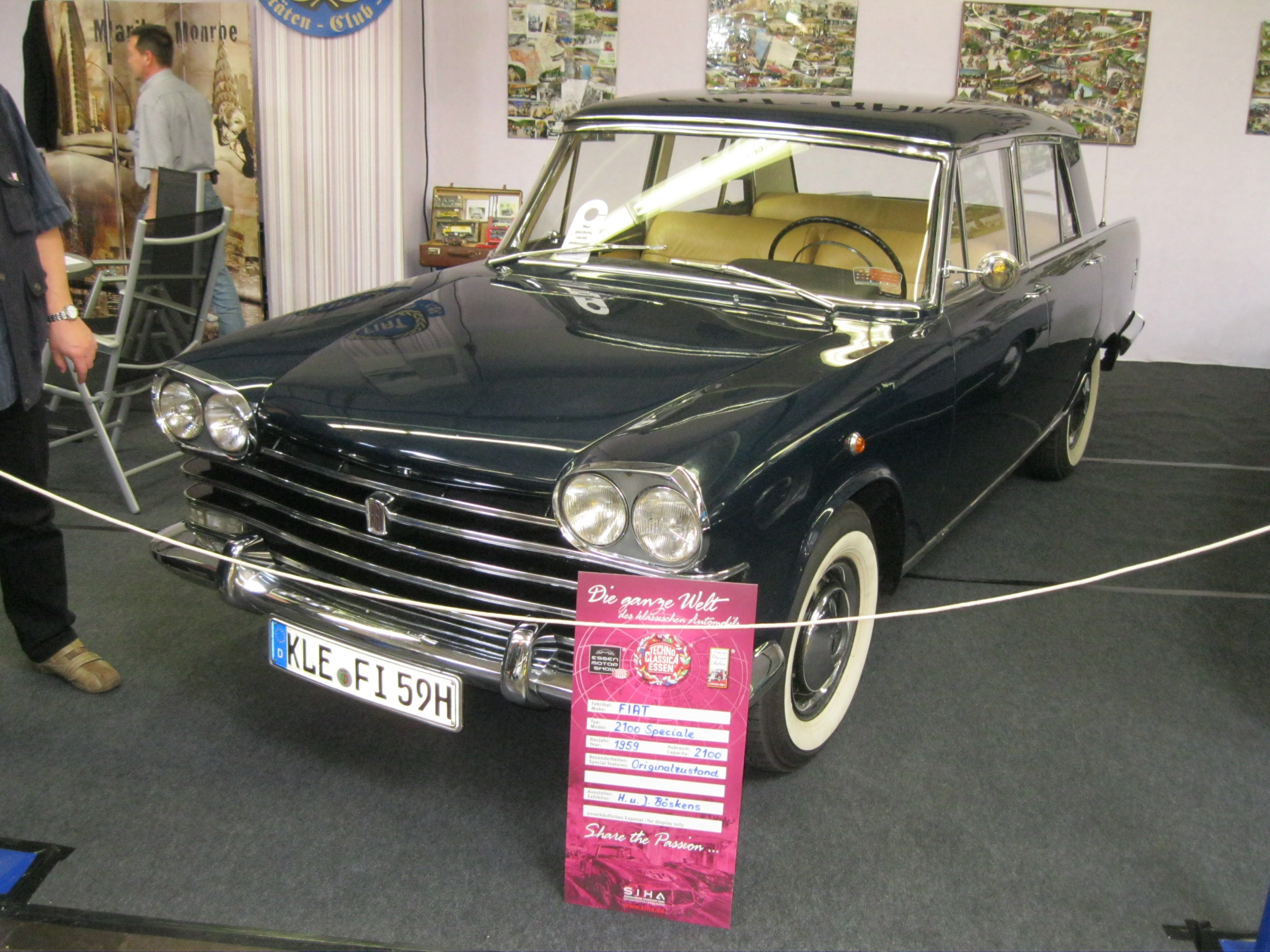
Fiat 2100 Speciale

## Fiat 2100 / 2100 Speciale
A la fin de l'année 1959, la division "Carrozzerie Speciali Fiat" a créé la version 2100 Speciale sur la base de la Fiat 2100 berline, comprenant un empattement allongé de 16 cm, une face avant plus élaborée, un habitacle plus soigné et luxueux. Selon les archives, il semble que 1.174 exemplaires de la Fiat 2100 Speciale aient été fabriqués.
Au Salon de l'Automobile de Turin 1960, le célèbre carrossier Francis Lombardi lance une version limousine sur la base des Fiat 1800/2100 dénommée "President" comprenant sept larges places. Cette version, considérée comme voiture d'apparât, était destinée aux autorités nationales italiennes et de l'État du Vatican, reprendra successivement les bases des Fiat 1800B et 2300 en 1961. En 1963, une version limousine rallongée, reposant sur la Fiat 2300B, décapotable depuis le montant entre les portières, a été utilisée lors de la visite d'Etat du président J.F. Kennedy en Italie.

## Un dérivé de la 1800: la Fiat 1500 L

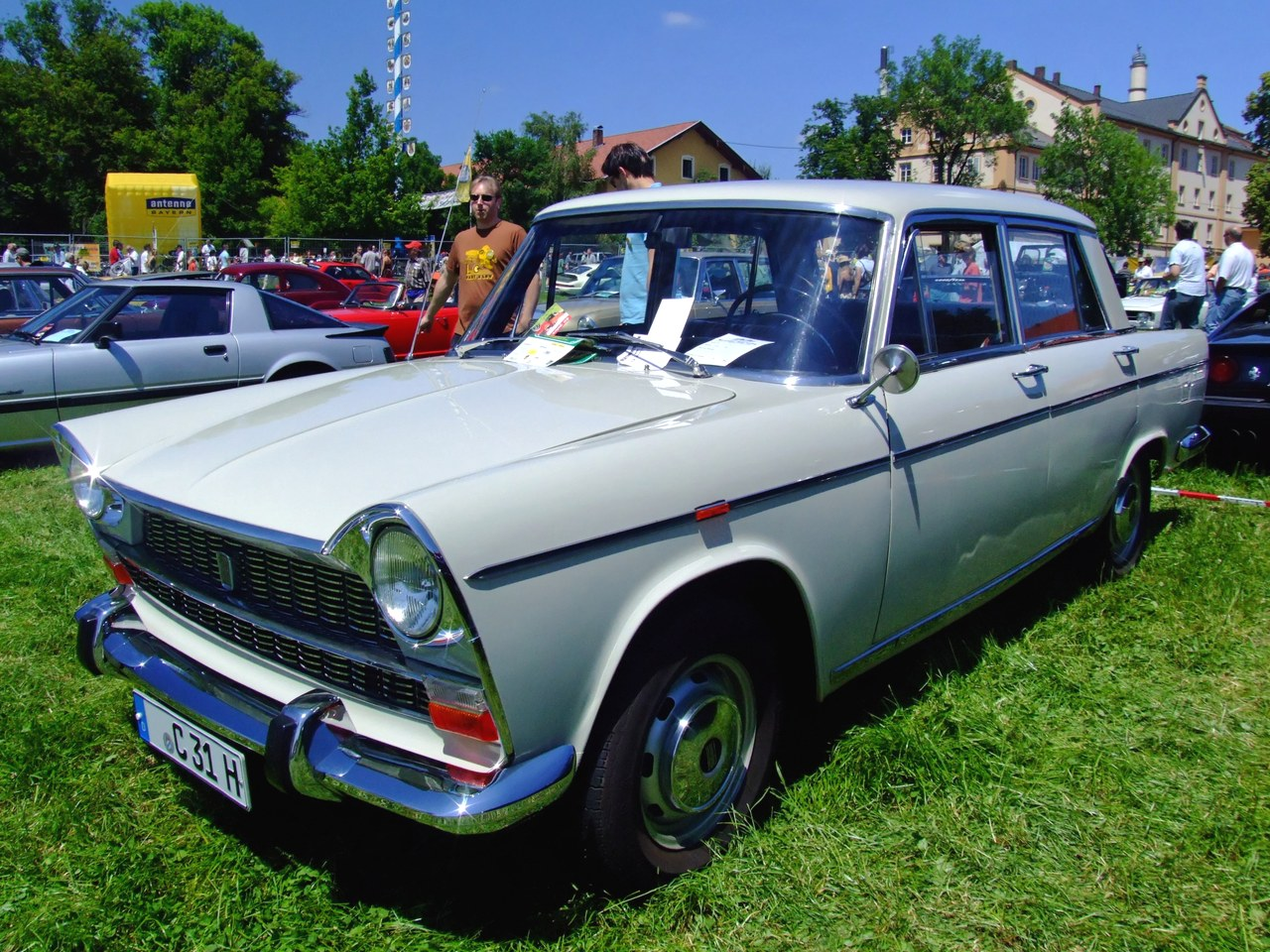
Fiat 1500 L

Fiat s'est servi de la carrosserie des Fiat 1800/2100 pour créer un nouveau modèle plus populaire, la Fiat 1500L. Cette version connut un énorme succès en Europe auprès des taxis car équipée d'un moteur à quatre cylindres, elle permettait le transport des clients dans un excellent confort et un grand espace sans consommer trop de carburant.
Cette version a été fabriquée en Espagne par Seat, la Seat 1500 à presque 200 000 exemplaires jusqu'en 1972. Cette voiture était la voiture officielle du pays.

## Production
On estime que la production totale, en Italie, de la gamme Fiat 1800/2100 est de 150 000 exemplaires.
Entre 1960 et 1962, Zastava a produit 613 exemplaires de la Fiat 1800/2100, en remplacement de la Zastava 1400.
Les Fiat 1800/2100 ont été remplacées par la Fiat 2300 qui a cédé sa place à la majestueuse et très moderne Fiat 130 en 1969.

## Chiffres de production de la Fiat 2100 en Argentine
| Année     | 1960 | 1961 | total |
| --------- | ---- | ---- | ----- |
| Fiat 2100 | 45   | 147  | 192   |
| total     | 45   | 147  | 192   |